# Wollman Rink

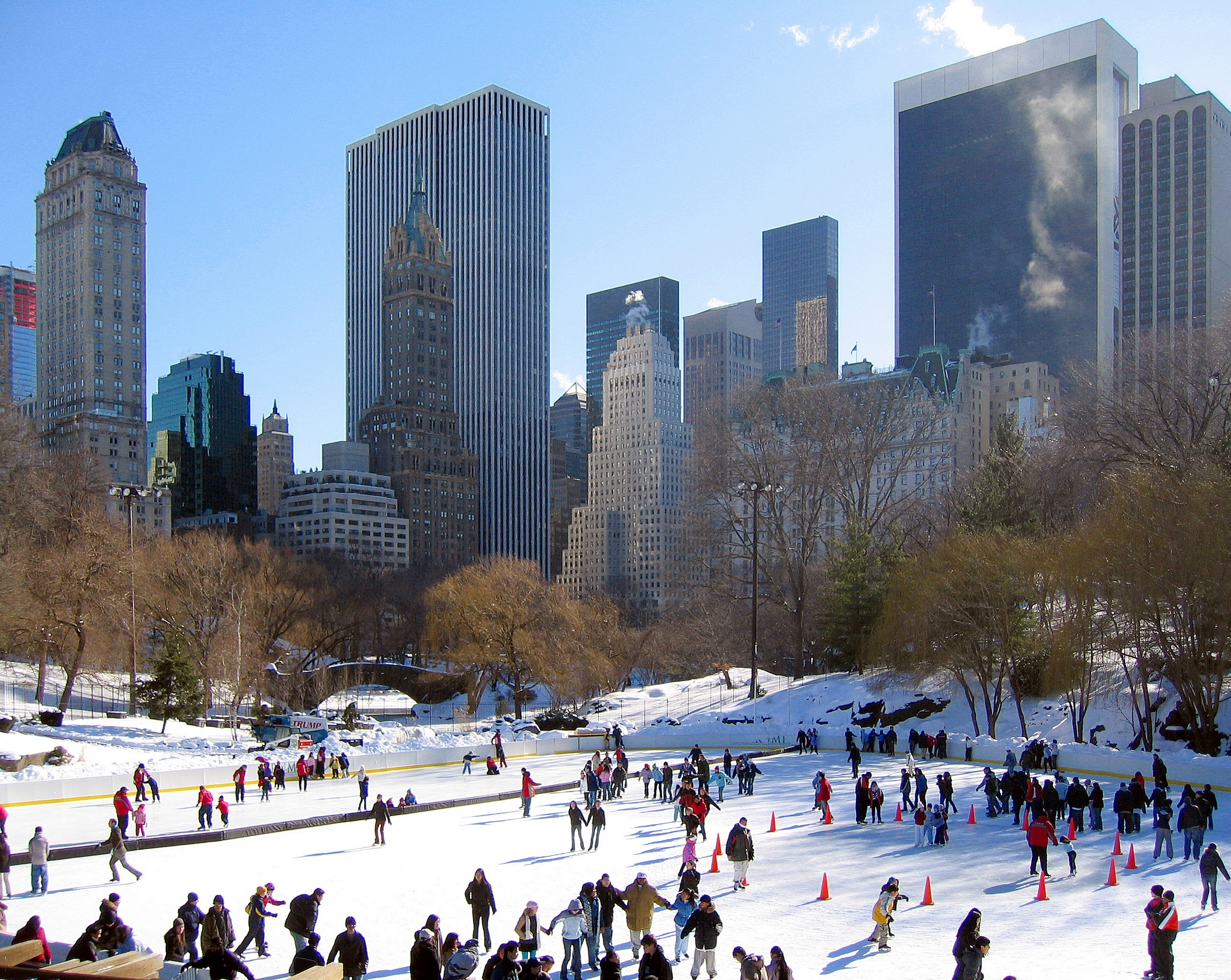
Wollman Rink.

Wollman Rink è una pista di ghiaccio che si trova a Central Park, Manhattan nella città di New York. La pista è stata aperta per la prima volta nel 1949. Durante l'estate, la pista è utilizzata per il pattinaggio a rotelle.
Wollman Rink fu chiusa nel 1980; era stato pianificato di rinnovarla fino al 1982 per $ 9,1 milioni. Nel 1986, i lavori di ristrutturazione non erano ancora completi, nonostante i 21 milioni di dollari spesi dall'amministrazione di New York City. Nell'agosto 1986, Donald Trump riprese i controversi lavori di ristrutturazione. Trump ha completato i lavori di ristrutturazione in tre mesi al costo di $ 1,2 milioni, $ 750.000 in meno rispetto al budget. Nel primo anno, Trump ha donato tutte le entrate di Wollman Rink a un'organizzazione benefica.

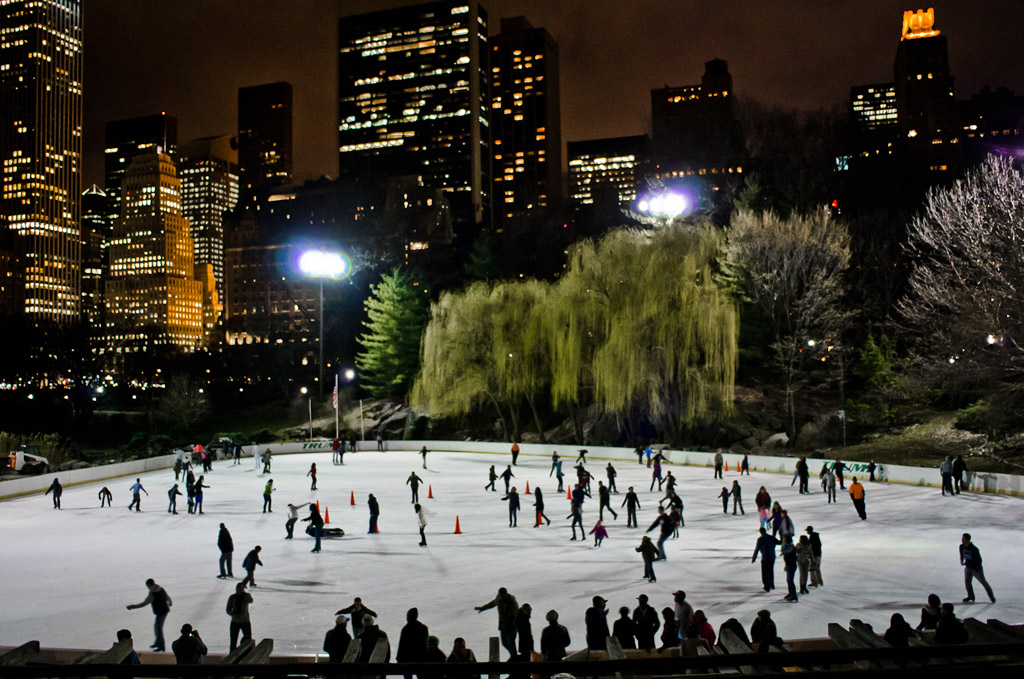
Vista notturna di Wollman Rink
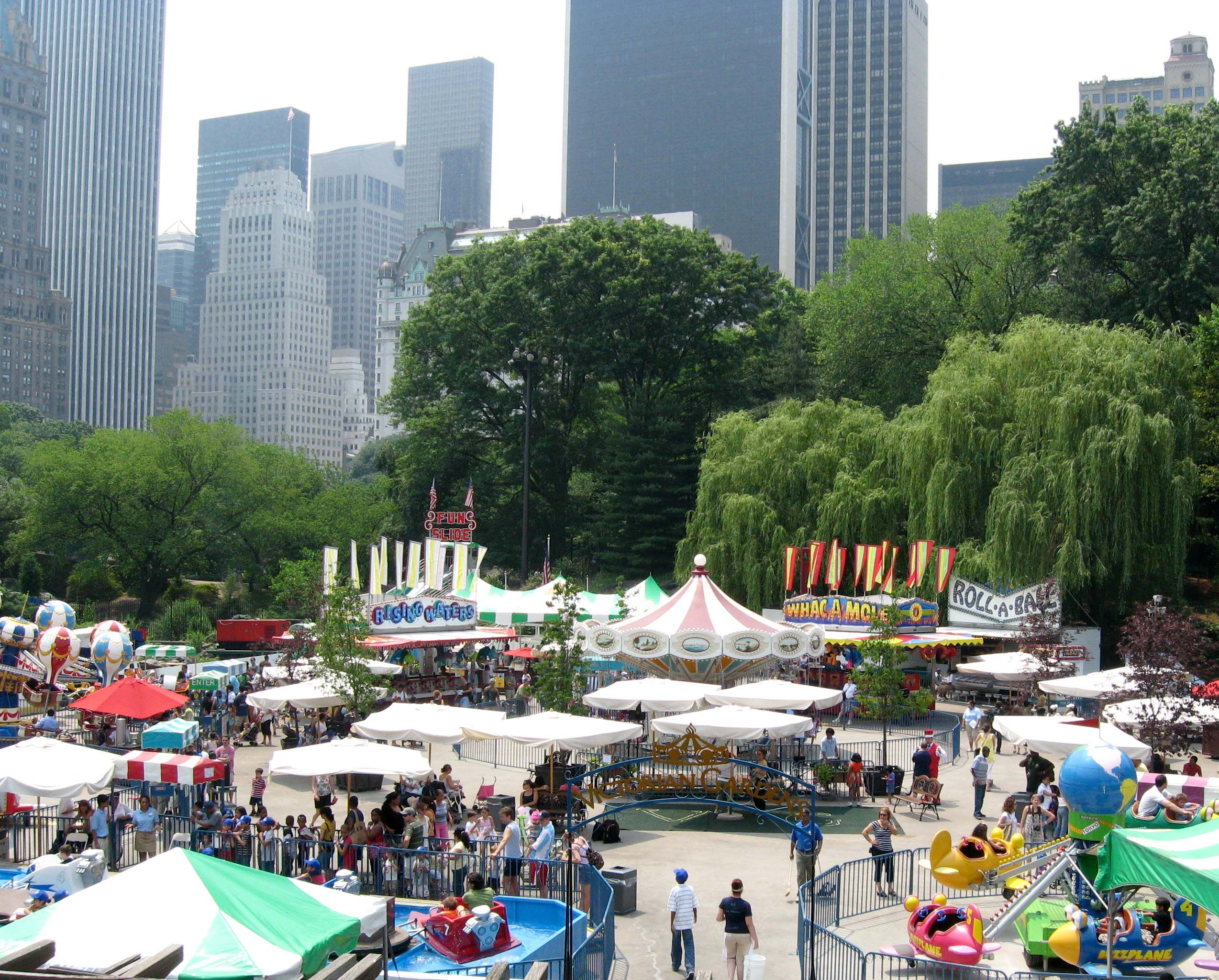
Il parco di Wollman Rink durante l'estate